# Sardana

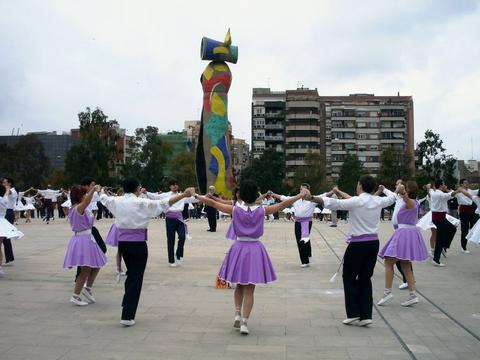
Groep dansers die een Sardana dansen

De sardana is een volksdans die kenmerkend is voor Catalonië.
Er zijn officieel twee typen, de originele sardana curta (korte sardana) en de modernere sardana llarga (lange sardana), die halverwege de negentiende eeuw opkwam en zijn huidige populariteit met name te danken heeft aan de componist Pep Ventura. De sardana is een reidans (kringdans). 
Niemand weet precies hoe oud de sardana is, maar de dans was waarschijnlijk erg populair in de zestiende eeuw. Volgens sommigen is de dans zelfs duizenden jaren oud, maar deze theorie heeft niet veel aanhangers.
De muziek van de sardana wordt gespeeld door een cobla die bestaat uit 12 instrumenten die door 11 musici worden bespeeld. Op de tamborí en contrabas na zijn het alle blaasinstrumenten. Vier van deze instrumenten (tenora (2x), tible (2x), flabiol en tamborí) zijn typisch Catalaans. De overige instrumenten trompet (2x), ventieltrombone, fiscorn (een soort basbugel, 2x) en contrabas zijn algemener. De flabiol en tambori (eenhandsfluit en trommeltje) worden door 1 muzikant bespeeld.
Net als de tango is de sardana zowel dans als muziek. Van veel sardana's bestaat ook een koorversie. Nederland kent de enige niet-Catalaanse cobla ter wereld: Cobla La Principal d'Amsterdam.